# Reinhard Scheer
Carl Friedrich Heinrich Reinhard Scheer (30 tháng 9 năm 1863 – 26 tháng 11 năm 1928) là một Đô đốc của Hải quân Đế quốc Đức (Kaiserliche Marine). Scheer gia nhập hải quân vào năm 1879 với vai trò là một thiếu sinh quân và dần trải qua nhiều chức vụ khác nhau, chỉ huy nhiều tuần dương hạm và thiết giáp hạm, và là sĩ quan tham mưu cấp cao ở đất liền. Khi Chiến tranh Thế giới thứ nhất bùng nổ, Scheer đang nắm quyền Hải đội Chiến trận II của Hạm đội Biển khơi. Ông sau đó được bổ nhiệm làm chỉ huy Hải đội Chiến trận III, tập hợp những thiết giáp hạm mới nhất và mạnh mẽ nhất của Hải quân Đế quốc. Tháng 1 năm 1916, ông được phong hàm Đô đốc và trở thành chỉ huy trưởng Hạm đội Biển khơi. Scheer đã chỉ huy hạm đội của ông trong Trận Jutland từ ngày 31 tháng 5 tới ngày 1 tháng 6 năm 1916, một trong những trận hải chiến lớn nhất lịch sử.
Sau Jutland, Scheer là một trong những người tích cực ủng hộ chiến lược Chiến tranh tàu ngầm không hạn chế đối với tàu chiến của Khối Hiệp ước. Tháng 8 năm 1918, Scheer được bổ nhiệm là Tham mưu trưởng Hải quân; Đô đốc Franz von Hipper thay thế ông làm chỉ huy hạm đội. Họ cùng nhau lên kế hoạch cho một trận chiến cuối cùng chống lại Đại Hạm đội của người Anh, nhưng cuộc binh biến của các thủy thủ Đức giận dữ và mệt mỏi đã khiến chiến dịch bị hủy bỏ. Scheer nghỉ hưu sau khi chiến tranh kết thúc.
Nổi tiếng là một người kỷ luật và nghiêm nghị, Scheer được đồng nghiệp gọi là "Người đàn ông trong mặt nạ sắt." Năm 1919, Scheer viết hồi ký; một năm sau, hồi ký của ông được dịch sang tiếng Anh và xuất bản rộng rãi. Ông viết thêm một cuốn tự truyện vào năm 1925 trước khi qua đời ba năm sau đó tại Marktredwitz. Scheer được chôn cất ở Weimar và một tuần dương hạm hạng nặng lớp Deutschland đã được đặt theo tên của ông để vinh danh ông.

## Sự nghiệp ban đầu
Reinhard Scheer sinh ngày 30 tháng 9 năm 1863 trong một gia đình trung lưu ở Obernkirchen, nay thuộc bang Niedersachsen của Đức. Do xuất thân trung lưu của Scheer, ông đã gặp không ít trở ngại trong sự nghiệp hải quân ban đầu vì Hải quân Đế quốc Đức lúc đó chịu sự chi phối của những gia đình thượng lưu và giàu có.
Scheer gia nhập hải quân vào ngày 22 tháng 4 năm 1879 ở tuổi 15 với tư cách là một thiếu sinh quân. Ông được phân công công tác trên một tàu firgate cỡ nhỏ là SMS Niobe và thực hiện chuyến ra khơi đầu tiên trên Niobe từ tháng 6 tới tháng 9 năm 1879. Trong chuyến hải trình này, ông được đào tạo về kỹ năng điều hướng và kỹ thuật máy móc của tàu. Sau khi trở về Đức vào tháng 9, ông được cử đi học sĩ quan ở Kiel. Scheer chỉ nhận được xếp hạng "đạt yêu cầu" trong lần đánh giá học viên của mình vào năm 1879, nhưng lại nhận được điểm cao thứ hai trong lớp cho Kỳ thi Thiếu sinh quân Biển vào năm 1880. Sau khi tốt nghiệp Học viện Hải quân, Scheer theo học khóa huấn luyện tăng cường kéo dài sáu tháng 6 về các nội dung tác xạ, vận hành ngư lôi trên tàu huấn luyện SMS Renown và SMS Friedrich Carl, và khóa huấn luyện bộ binh cơ bản. Cuối khóa huấn luyện, Scheer được điều chuyển công tác về tàu SMS Hertha, và cùng con tàu thực hiện một chuyến hải trình đi dọc thế giới. Trong chuyến hải trình này, Scheer có cơ hội viếng thăm Melbourne, Úc, Yokohama, Kobe, và Nagasaki ở Nhật Bản, và Thượng Hải, Trung Hoa.
Sau khi nhập biên chế Hải quân Đế quốc, Scheer được phong hàm Thiếu úy (Leutnant) và được chuyển công tác về tàu SMS Bismarck của Hải đoàn Đông Phi; và chuyến hải trình của ông ở hải đoàn kéo dài từ năm 1884 tới năm 1886. Trong thời gian này, ông kết bạn với Henning von Holtzendorff, sau là chỉ huy trưởng Hạm đội Biển khơi, và có một mối liên hệ đặc biệt với Châu Phi. Vào tháng 12 năm 1884, ông tham gia vào một đổ bộ vào Kamerun để dập tắt một cuộc nổi dậy của một thủ lĩnh bản địa có thái độ thân Anh.
Năm 1886, Scheer trở về Đức và tham gia khóa huấn luyện ngư lôi trên tàu SMS Blücher từ tháng 1 tới tháng 8 năm 1888. Tháng 5 năm 1888, Scheer tiếp tục công tác tại Hải đoàn Đông Phi với vai trò là sĩ quan ngư lôi của tàu SMS Sophie, và thực hiện một chuyến hải trình kéo dài đến đầu hè năm 1890. Sau đó, Scheer được cử về nước để làm giảng viên tại Bộ tư lệnh Nghiên cứu Ngư lôi ở Kiel. Vào thời điểm này, Scheer đã có chút danh tiếng với tư cách là một chuyên gia ngư lôi. Trong thời gian ở Kiel, Scheer có cơ hội được gặp Tham mưu trưởng Hải quân Alfred von Tirpitz, và chuyên môn của ông được Tirpitz đáng giá cao. Năm 1897, sau khi Tirpitz được bổ nhiệm làm Ngoại trưởng Văn phòng Hải quân Đế quốc, ông đã chuyển Scheer đến Văn phòng Hải quân Đế quốc (Reichsmarineamt - RMA) để làm việc trong Chi cục Ngư lôi.
Sau khi được thăng quân hàm Thiếu tá, Scheer được cử làm thuyền trưởng của tuần dương hạm hạng nhẹ SMS Gazelle. Ông được phong hàm Đại tá vào năm 1905 và trở thành thuyền trưởng của thiết giáp hạm SMS Elasass vào năm 1907, chức vụ mà ông đã giữ trong hai năm tới. Vào đầu tháng 12 năm 1909, Scheer trở thành Tham mưu trưởng của Hạm đội Biển khơi, dưới quyền của Đô đốc von Holtzendorff. Chưa đầy sáu tháng kể từ khi bắt đầu làm việc ở văn phòng của Holtzendorff, ở tuổi 47, Scheer được phong hàm Chuẩn Đô đốc. Ông tiếp tục giữ chức vụ Tham mưu trưởng đến cuối năm 1911 và theo yêu cầu của Đô đốc Tirpitz, Scheer được chuyển trở lại Văn phòng Hải quân Đế quốc, nơi ông giữ chức vụ Cục trưởng Cục Hàng hải đến năm 1912. Tháng 1 năm 1913, Scheer được bổ nhiệm làm chỉ huy trưởng Hải đội Chiến trận II, gồm sáu thiết giáp hạm, của Hạm đội Biển khơi.

## Chiến tranh Thế giới thứ nhất
Ngày 9 tháng 12 năm 1913, Scheer được thăng hàm Phó Đô đốc. Ông tiếp tục chức vụ chỉ huy trưởng Hải đội Chiến trận II đến tháng 1 năm 1915, gần sáu tháng sau khi Chiến tranh Thế giới thứ nhất bùng nổ. Sau đó, ông nắm quyền chỉ huy Hải đội Chiến trận III, tập hợp những thiết giáp hạm mạnh mẽ nhất của Đức: các thiết giáp hạm dreadnought lớp Kaiser và König. Scheer ủng hộ chiến lược tấn công vào bờ biển Anh nhằm thu hút các hải đội Hải quân Hoàng gia ra khỏi cảng an toàn và nhử vào vị trí có thể bị áp đảo bởi hạm đội Đức. Ông cũng chỉ trích Đô đốc Friedrich von Ingenohl, người mà ông cho là quá thận trọng.
Sau cuộc bắn phá Scarborough, Hartlepool và Whitby vào ngày 16 tháng 12 năm 1914, với quyết định cho toàn bộ hạm đội chủ lực của Đức rút lui thay vì tấn công một hải đoàn yếu thế hơn của người Anh của Đô đốc Ingenohl, Scheer nhận xét, "cơ hội giao chiến với kẻ thù theo kế hoạch đã sắp đặt trước của chúng ta đã bị [Ingenohl] cướp đi." Sau khi để mất thiết giáp hạm SMS Blücher trong trận chiến ở Bãi cạn Dogger vào tháng 1 năm 1915, Ingenohl bị Kaiser Wilhelm II cách chức vào ngày 2 tháng 2, và được thay thế bởi Đô đốc Hugo von Pohl. Pohl cũng là người cực kỳ thận trọng; đến hết năm 1915, ông chỉ cho tiến hành năm chiến dịch ra khơi không hiệu quả, toàn bộ chiến dịch này chỉ nằm trong phạm vi 120 hải lý của Helgoland.

### Chỉ huy trưởng Hạm đội Biển khơi

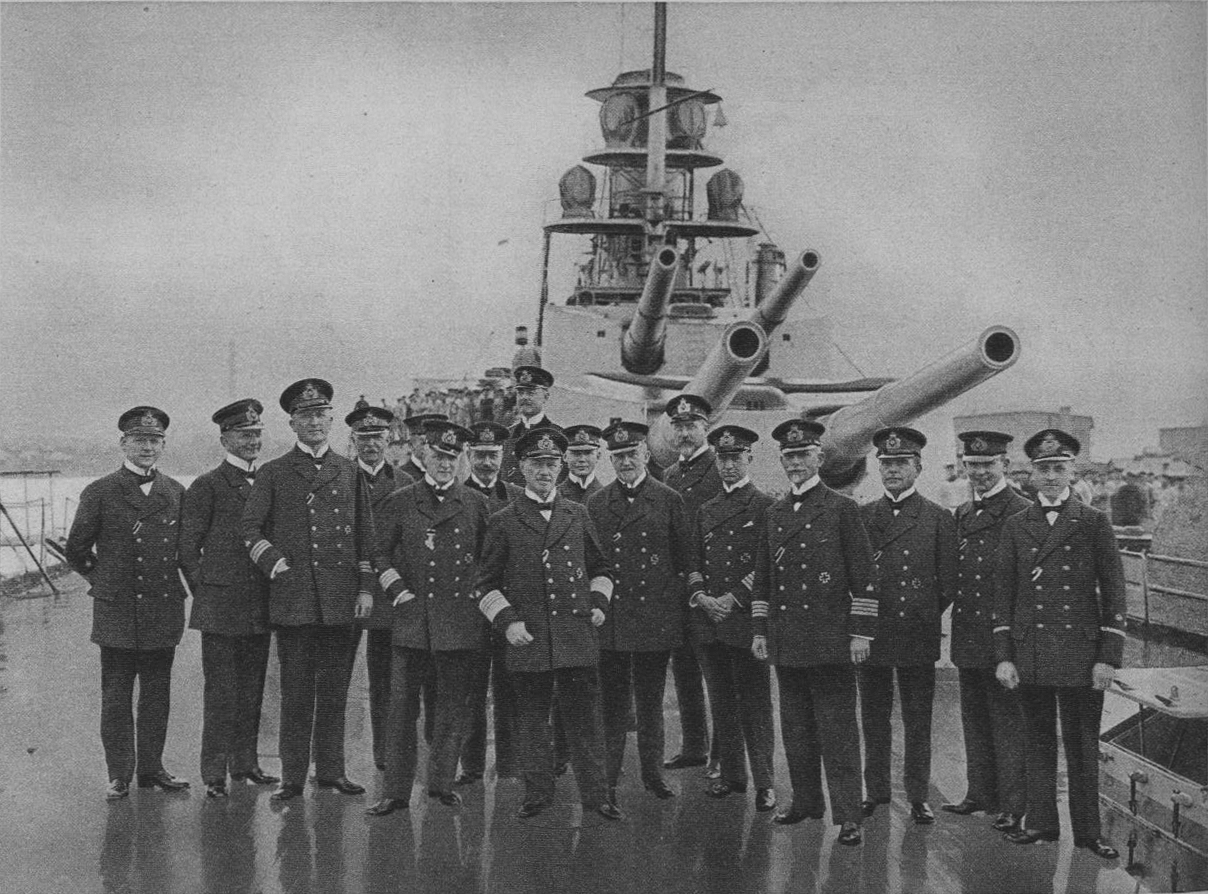
Đô đốc Reinhard Scheer và ban tham mưu của ông trên thiết giáp hạm Friedrich der Grosse, soái hạm của Scheer, năm 1916

Ngày 18 tháng 1 năm 1916, Phó Đô đốc Scheer được bổ nhiệm làm Chỉ huy trưởng Hạm đội Biển khơi, thay thế Đô đốc Pohl lúc đó đã quá già yếu. Sau khi được thăng chức, Scheer đã soạn thảo bản Nguyên tắc Chỉ đạo cho Chiến tranh trên biển ở Biến Bắc, trong đó vạch rõ những kế hoạch chiến lược của ông. Ý tưởng chính của ông là Đại Hạm đội của người Anh phải bị lực lượng tàu ngầm và khinh khí cầu gây áp lực cao hơn, cũng như tăng cường hoạt động chinh chiến của hạm đội Đức hơn. Đại Hạm đội sẽ phải từ bỏ việc phong tỏa từ xa và phải tấn công hạm đội của Đức; và ý tưởng này được Wilhelm II phê duyệt vào ngày 23 tháng 2 năm 1916.
Sau mệnh lệnh cấm Chiến tranh tàu ngầm không hạn chế của Wilhelm II vào ngày 24 tháng 4 năm 1916, Scheer lệnh cho tất cả đơn vị U-Boat hủy bỏ nhiệm vụ đánh phá tuyến vận tải thương mại ở Đại Tây Dương và quay trở về Đức. Ý định của Scheer là cho các đơn vị tàu ngầm trực chiến sẵn ở ngoài khơi các căn cứ hải quân Anh, sau đó các tuần dương-chiến hạm thuộc Hải đội Tuần tiễu I của Phó Đô đốc Franz von Hipper sẽ khiêu khích tàu chiến Anh rời khỏi cảng và sẽ bị các đội tàu ngầm phục kích. Scheer dự tính sẽ triển khai chiến dịch này vào ngày 17 tháng 5, nhưng việc chiếc SMS Seydlitz bị hỏng và phải sửa chữa, cùng với các sự cố động cơ của các thiết giáp hạm thuộc Hải đội Chiến trận III, đã khiến chiến dịch này bị hoãn tới ngày 31 tháng 5.

#### Trận Jutland

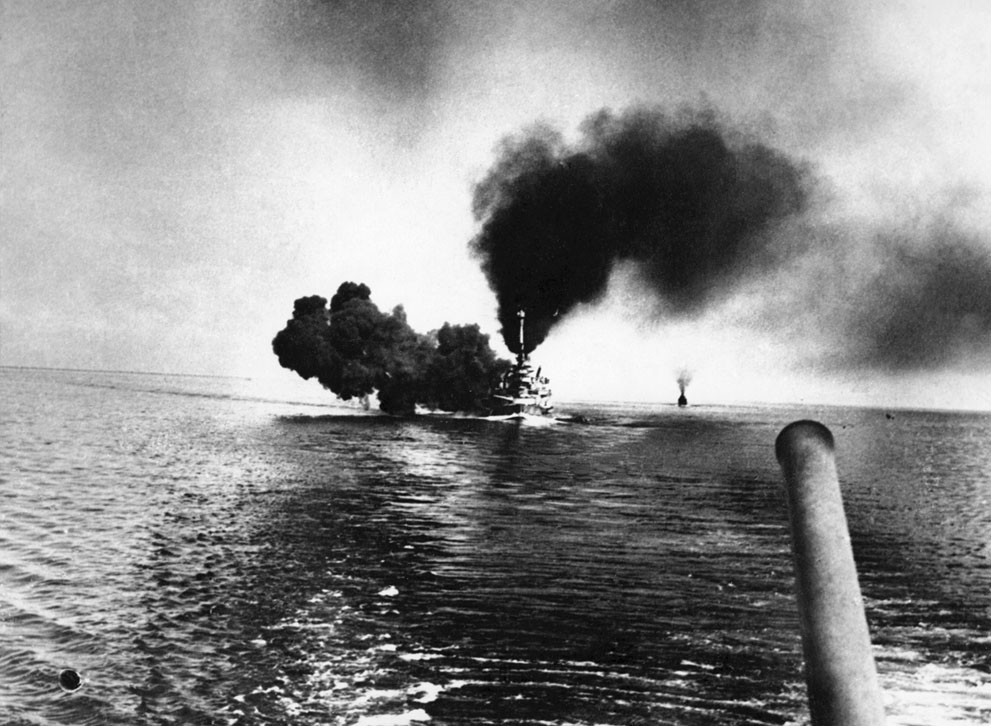
Thiết giáp hạm SMS Schleswig Holstein của Hải quân Đế quốc Đức đang tấn công tàu chiến Anh trong trận Jutland, 31 tháng 5 năm 1916

Hạm đội của Scheer, bao gồm 16 thiết giáp hạm dreadnought, sáu thiết giáp hạm tiền-dreadnought, sáu tuần dương hạm hạng nhẹ và 31 xuồng phóng lôi, rời Jade vào rạng sáng ngày 31 tháng 5. Hạm đội này được năm tuần dương-chiến hạm của Đô đốc von Hipper và các tuần dương hạm, xuồng phóng lôi khác hỗ trợ. Bộ phận giải mã Phòng 40 (40 O.B.) của Hải quân Hoàng gia Anh đã chặn được các đoạn mã có chứa các thông tin về chiến dịch của Đức trước đó; và họ đã nhanh chóng huy động được Đại Hạm đội, với khoảng 28 thiết giáp hạm dreadnought và chín tuần dương-chiến hạm, lên đường phục kích hạm đội của Đức trong đêm ngày 30 tháng 5.
Chiều ngày 31 tháng 5, lực lượng tuần dương-chiến hạm của hai bên chạm trán nhau và bắt đầu cuộc truy đuổi về phía nam, hướng về phía hạm đội chủ lực của Scheer. Khi phát hiện ra hạm đội của Đức, lực lượng tuần dương-chiến hạm Anh của Phó Đô đốc David Beatty nhanh chóng quay về hướng bắc để nhử tàu chiến Đức về lực lượng thiết giáp hạm của Đô đốc John Jellicoe. Trong lúc truy đuổi hạm đội Anh về hướng Bắc, tàu chiến của Scheer đã đấu pháo ác liệt với những thiết giáp hạm lớp Queen Elizabeth thuộc Hải đội Chiến trận 5 của Anh. Lúc 18:30, Đại Hạm đội của Đô đốc Jellicoe có mặt tại khu vực và tiến hành đội hình bắn phá "Cắt ngang chữ T" vào các đơn vị tàu chiến của Scheer. Scheer đã lệnh cho tàu của mình rẽ 16° về hướng tây nam để tránh rơi vào vị trí bất lợi. Lúc 18:55, Scheer cho hạm đội rẽ tiếp theo hướng 16° để có thể phản pháo hạm đội Anh hiệu quả,
| “ | Vẫn còn quá sớm để đưa ra "mệnh lệnh hải trình đêm." Kẻ thù vẫn có thể buộc chúng tôi phải chiến đấu trước khi trời tối, họ có thể ngăn cản chúng tôi thực hiện kế hoạch của mình, và cuối cùng họ có thể cắt đứt đường quay trở lại Vịnh German của chúng tôi. Chỉ có một cách để tránh điều này: giáng đòn tấn công thứ hai vào kẻ thù bằng một bước tiến khác bằng bất kể giá nào... Nó cũng tạo ra cơ hội cuối cùng để hỗ trợ chiếc Wiesbaden đang gặp khó khăn, hoặc ít nhất là cứu được thủy thủ đoàn của nó. | ” |

Mệnh lệnh trên cũng không giúp hạm đội của Scheer thoái khỏi vị trí bất lợi vì Đô đốc Jellicoe đã quay hạm đội của ông về phía nam và một lần nữa "cắt ngang chữ T" thành công hạm đội của Scheer. Scheer tiếp tục cho hạm đội quay hướng 16° một lần nữa, và được các tuần dương-chiến hạm của Đô đốc von Hipper bảo vệ. Hạm đội được tập hợp thành đội hình đêm tiêu chuẩn lúc 23:40. Một loạt các cuộc đụng độ ác liệt giữa các thiết giáp hạm của Scheer và khu trục hạm của Jellicoe đã diễn ra sau đó, và hạm đội Đức đã vượt qua thành công và tiến về Bãi đá ngầm Horns. Hạm đội Biển khơi lần lượt cập bến Jade vào khoảng 13:00–14:45 ngày 1 tháng 6. Scheer ra lệnh cho các thiết giáp hạm không bị hư hại của Hải đội Chiến trận I thiết lập vành đai phòng thủ ở xung quanh Jade, và các thiếp giáp hạm lớp Kaiser ở Wilhelmshaven được đặt vào trạng thái sẵn sàng chiến đấu.

#### Hậu Jutland
Sau trận Jutland, Scheer đã viết một bản đánh giá về trận đánh để trình Kaiser, trong đó, ông thúc giục mạnh mẽ việc khôi phục chiến lược Chiến tranh tàu ngầm không hạn chế ở Đại Tây Dương. Scheer cho rằng tàu ngầm là phương án duy nhất để có thể hạ gục người Anh và ông đã dành toàn bộ quãng thời gian còn lại của năm để bảo vệ quan điểm trên trước Bộ tư lệnh Hải quân. Cuối cùng, vào tháng 2 năm 1917, chiến lược Chiến tranh tàu ngầm không hạn chế được phê chuẩn trở lại. Dù tin lực lượng U-Boat là chìa khóa dẫn đến sự chiến thắng trên biển, nhưng Scheer vẫn tiếp tục xây dựng và phát huy tối đa sức mạnh của lực lượng tàu mặt nước. Ngày 18–19 tháng 8 năm 1916, Hạm đội Biển khơi tiếp tục xuất kích nhằm nhử lực lượng tuần dương-chiến hạm của Đô đốc Beatty ra khỏi cảng. Tình báo Hải quân Hoàng gia đã biết trước được ý định này nên đã điều động Đại Hạm đội ra nghênh chiến. Tuy nhiên, các đơn vị trinh sát của Đức đã phát hiện ra tàu chiến Anh và kịp thời cảnh báo Scheer để ông cho hạm đội rút lui về Đức. Cuối năm 1917, Scheer tung ra các đơn vị nhỏ để tấn công, đánh phá tuyến vận tải Anh–Na Uy ở hải phận Biển Bắc. Điều này đã khiến người Anh phải triển khai các thiết giáp hạm để hộ tống tàu vận tải, tạo cơ hội để Scheer cô lập và tiêu diệt các thiết giáp hạm của Đại Hạm đội. Ngày 23 tháng 4 năm 1918, Scheer cho toàn bộ Hạm đội Biển khơi xuất kích đánh chặn một đoàn vận tải Anh. Tuy nhiên, các tuần dương-chiến hạm của Đô đốc Hipper đã không tìm thấy bất cứ đoàn vận tải đối phương nào, dù tàu của ông đã nhiều lần qua lại tuyến vận tải này. Sau đó, Scheer được biết rằng tình báo Đức đã tính toán sai ngày di chuyển của đoàn vận tải, và ông cho hạm đội quay trở lại căn cứ ở Biển Bắc vào lúc 19:00.

### Tham mưu trưởng Hải quân
Tháng 6 năm 1918, Scheer được thông báo rằng tình trạng sức khỏe của Đô đốc Holtzendorff không cho phép ông tiếp tục chức vụ Tham mưu trưởng Hải quân, và Holtzendorff đã nộp đơn từ chức lên Wilhelm II vào ngày 28 tháng 7. Hai tuần sau, ngày 11 tháng 8 năm 1918, Scheer được bổ nhiệm làm Tham mưu trưởng Hải quân, và Đô đốc von Hipper thay ông tiếp quản Hạm đội Biển khơi. Ngày hôm sau, Scheer có một buổi nói chuyện với Thống chế Paul von Hindenburg và Đại tướng Erich Ludendorff về tình hình chiến sự đang ngày một xấu đi. Cả ba đều nhất trí rằng U-Boat là hy vọng duy nhất cho chiến thắng của người Đức, với việc quân đội Đức đang bị đẩy vào thế phòng thủ. Scheer sau đó đã phát động chương trình đóng một số lượng lớn U-boat, với yêu cầu tối thiểu là ít nhất 16 chiếc/tháng trong quý cuối cùng của năm 1918, và sẽ tăng lên 30 chiếc vào quý ba của năm 1919. Kế hoạch này đã giúp đóng tổng cộng 376-450 chiếc U-boat mới. Tuy nhiên, nhà sử học hải quân Đức Herwig cho rằng chương trình này là "một nỗ lực tuyên truyền lớn được thiết kế để gây ảnh hưởng ở trong và ngoài nước."
Vào tháng 10, khi cục diện cuộc chiến ngày càng bất lợi, Scheer và Hipper cùng nhau chuẩn bị một cuộc tổng tiến công lớn cuối cùng vào Đại Hạm đội của Anh. Scheer dự định sẽ gây thiệt hại nhiều nhất có thể cho Hải quân Hoàng gia Anh bằng bất cứ giá nào, để người Đức có được vị thế lớn hơn trên bàn đàm phán. Kế hoạch bao gồm hai cuộc tấn công đồng thời của các tuần dương hạm và khu trục hạm, một mũi vào khu vực Flanders và mũi còn lại vào tuyến vận tải ở cửa sông Thames; năm tuần dương-chiến hạm sẽ hỗ trợ cuộc tấn công ở Thames và lực lượng thiết giáp hạm sẽ trực chiến ở Flanders. Sau cuộc tấn công, toàn bộ hạm đội sẽ tập trung lại ở bờ biển Hà Lan, để đợi Đại Hạm đội xuất hiện. Tuy nhiên, khi hạm đội đang được củng cố ở Wilhelmshaven, các thủy thủ mệt mỏi bắt đầu đào ngũ hàng loạt. Khi hai thiết giáp hạm Von der Tann và Derfflinger đi qua âu thuyền ngăn cách bến cảng bên trong của Wilhelmshaven và chỗ neo tàu, khoảng 300 thủy thủ từ cả hai tàu đã bỏ tàu và bơi vào bờ chạy trốn. Ngày 24 tháng 10 năm 1918, mệnh lệnh xuất kích từ Wilhelmshaven được đưa ra. Đêm ngày 29 tháng 10, thủy thủ của các thiết giáp hạm bắt đầu nổi loạn, ba thiết giáp hạm của Hải đội III đã từ chối nhổ neo, và các cuộc phá hoại đã diễn ra trên thiết giáp hạm Thüringen và Helgoland. Trước cuộc binh biến lớn này, mệnh lệnh ra khơi đã được thu hồi và cuộc tấn công bị hủy bỏ. Nhằm ngăn chặn cuộc binh biến, các hải đội của Hạm đội Biển khơi đã được tách ra và di chuyển tới các vị trí neo đậu khác nhau.

## Sau chiến tranh

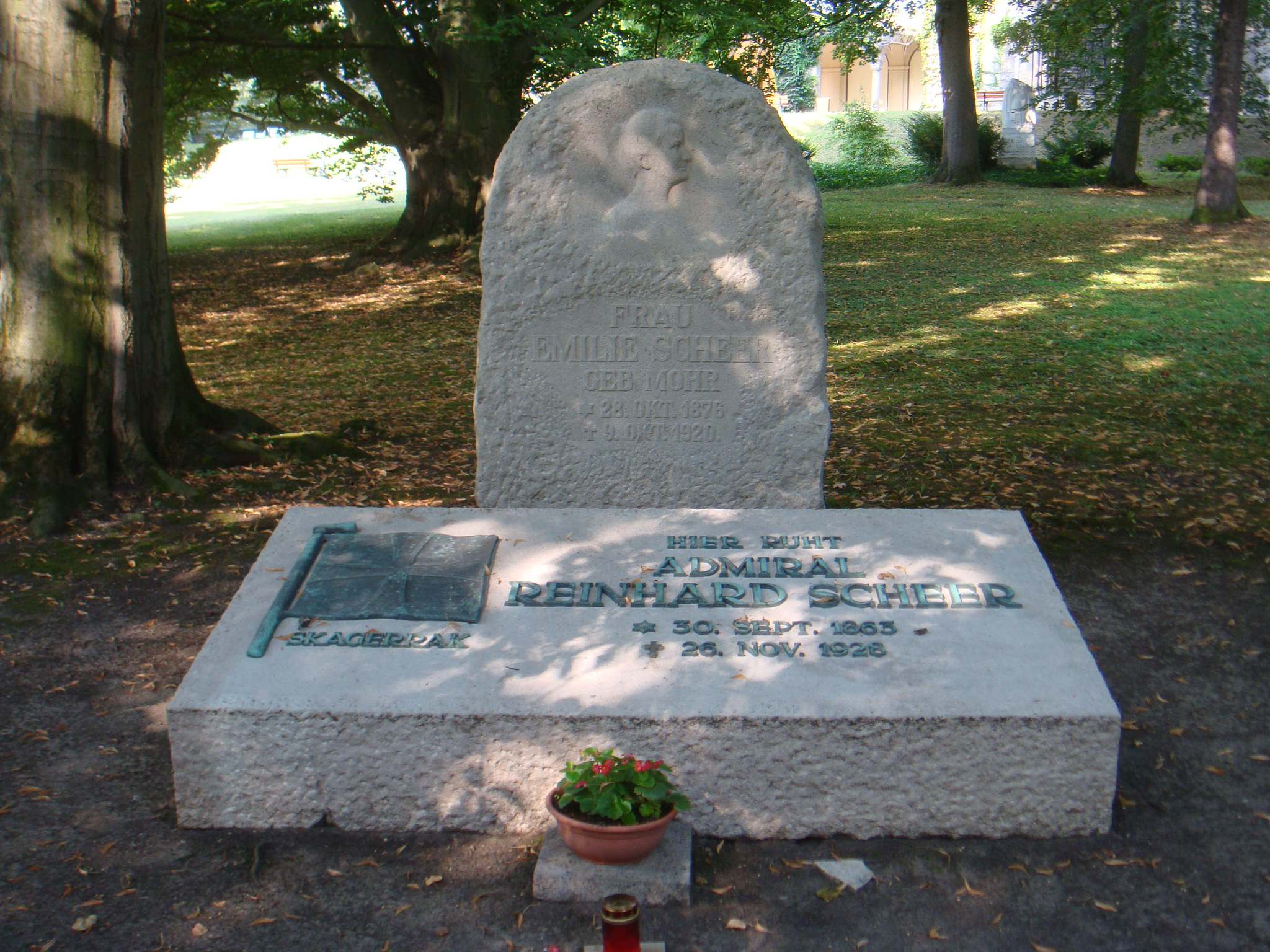
Phần mộ của Đô đốc Reinhard Scheer ở Weimar

Sau khi Chiến tranh Thế giới thứ nhất kết thúc, Scheer bắt đầu viết hồi ký về cuộc đời mình vào năm 1919. Cuốn sách được dịch sang bản tiếng Anh vào năm tiếp theo và được xuất bản rộng rãi. Tháng 10 năm 1920, một kẻ trộm đã đột nhập vào tư gia của Scheer và sát hại vợ ông, Emillie, người giúp việc của ông và khiến con gái của ông, Else, bị thương. Tên trộm sau đó đã tự sát trong hầm nhà ông. Sau vụ việc, Scheer đã lui vào ở ẩn. Ông viết cuốn tự truyện của mình, Vom Segelschiff zum U-Boot (Từ tàu buồm tới tàu ngầm), được xuất bản vào ngày 6 tháng 11 năm 1925.
Vào năm 1928, Scheer chấp nhận lời mời gặp của đối thủ cũ của ông ở Jutland, Thủy sư Đô đốc John Jellicoe. Tuy nhiên, Scheer đã qua đời vào năm 1928 ở Marktredwitz trước khi kịp thực hiện chuyến đi, thọ 65 tuổi. Ông được chôn cất tại nghĩa trang thành phố ở Weimar. Bia mộ của ông có đề: Hier ruht Admiral reinhard Scheer [Nơi đây an nghỉ của Đô đốc Reinhard Scheer] — kèm niên đại của cuộc đời ông, lá cờ của ông được đính kim loại và từ duy nhất Skagerrak (tên tiếng Đức của Trận Jutland).
Năm 1931, tuần dương hạm hạng nặng lớp Deutschland tên Admiral Scheer đã được đặt theo tên của Scheer để vinh danh ông. Con tàu được đặt hàng bởi Hải quân Đế chế Đức, và được đỡ đầu bởi con gái ông Marianne trong buổi lễ hạ thủy vào ngày 1 tháng 4 năm 1933.

## Khen thưởng và vinh danh

### Đế quốc Đức
- Huân chương Đại bàng Đỏ - Đệ nhất đẳng (Phổ)
- Huân chương Pour le Mérite (Huân chương Công trạng) kèm lá sồi (Phổ)
- Thập tự Sắt (1914) - Hạng nhất và hạng nhì (Phổ)
- Huân chương Vương tộc Hohenzollern - Thập tự giá Hiệp sĩ (Phổ)
- Huân chương Vương miện Hoàng gia (Königlicher Kronen-Orden), Hạng nhất kèm Thanh gươm (Phổ)
- Huân chương Quân công Max Joseph - Đệ nhất đẳng (Vương quốc Bavaria)
- Huân chương Vương tộc Albert the Bear - Đệ nhất đẳng (Anhalt)
- Huân chương Quân công Bội tinh - Đệ nhất đẳng (Bavaria)
- Huân chương Quân công St. Henry - Đệ tứ đẳng (Saxony)
- Huân chương Albert - Đệ nhất đẳng (Mecklenburg)
- Huân chương Griffon - Đệ nhất đẳng (Saxony)
- Huân chương Công tước Peter Frederick Louis (Oldenburg)
- Huân chương Quân công Bội tinh - Đệ tứ đẳng (Württemberg)
- Thập tự Bội tinh Quân công - Hạng nhất (Mecklenburg-Schwerin)

### Các quốc gia khác
- Huân chương Franz Joseph của Đế quốc Áo - Đệ nhất đẳng, 1911 (Áo)
- Huân chương Leopold của Đế quốc Áo - Đệ nhất đẳng, 1916 (Áo)
- Huân chương Mặt trời Mọc - Hạng ba (Nhật)
- Huân chương Saints Maurice and Lazarus - Đệ nhị đẳng (Ý)
- Huân chương Eisernen Krone - Hạng ba (Áo)
- Huân chương Saint Stanislaus - Hạng nhì (Ba Lan)